# Allopauropus manjakotompensis
Allopauropus manjakotompensis är en mångfotingart som beskrevs av Paul Auguste Remy och Domingo Bello y Espinosa 1960. Allopauropus manjakotompensis ingår i släktet småfåfotingar, och familjen fåfotingar. Inga underarter finns listade i Catalogue of Life.